# Ophioplinthus medusa
Ophioplinthus medusa är en ormstjärneart som beskrevs av George Richard Lyman 1878. Ophioplinthus medusa ingår i släktet Ophioplinthus och familjen fransormstjärnor. Inga underarter finns listade i Catalogue of Life.